# Vincenzo de' Paoli
(Vincenzo de' Paoli)
Vincenzo de' Paoli, nome originale Vincent de Paul (Pouy, 24 aprile 1581 – Parigi, 27 settembre 1660), è stato un presbitero francese, fondatore e ispiratore di numerose congregazioni religiose come la Congregazione della missione (i cui membri sono comunemente denominati Lazzaristi), le Dame della carità e, poco più tardi, anche le Figlie della carità, di estrazione sociale più bassa rispetto alle Dame. È stato proclamato santo il 16 giugno 1737 da papa Clemente XII. È considerato il più importante riformatore della carità della Chiesa cattolica.

## Biografia

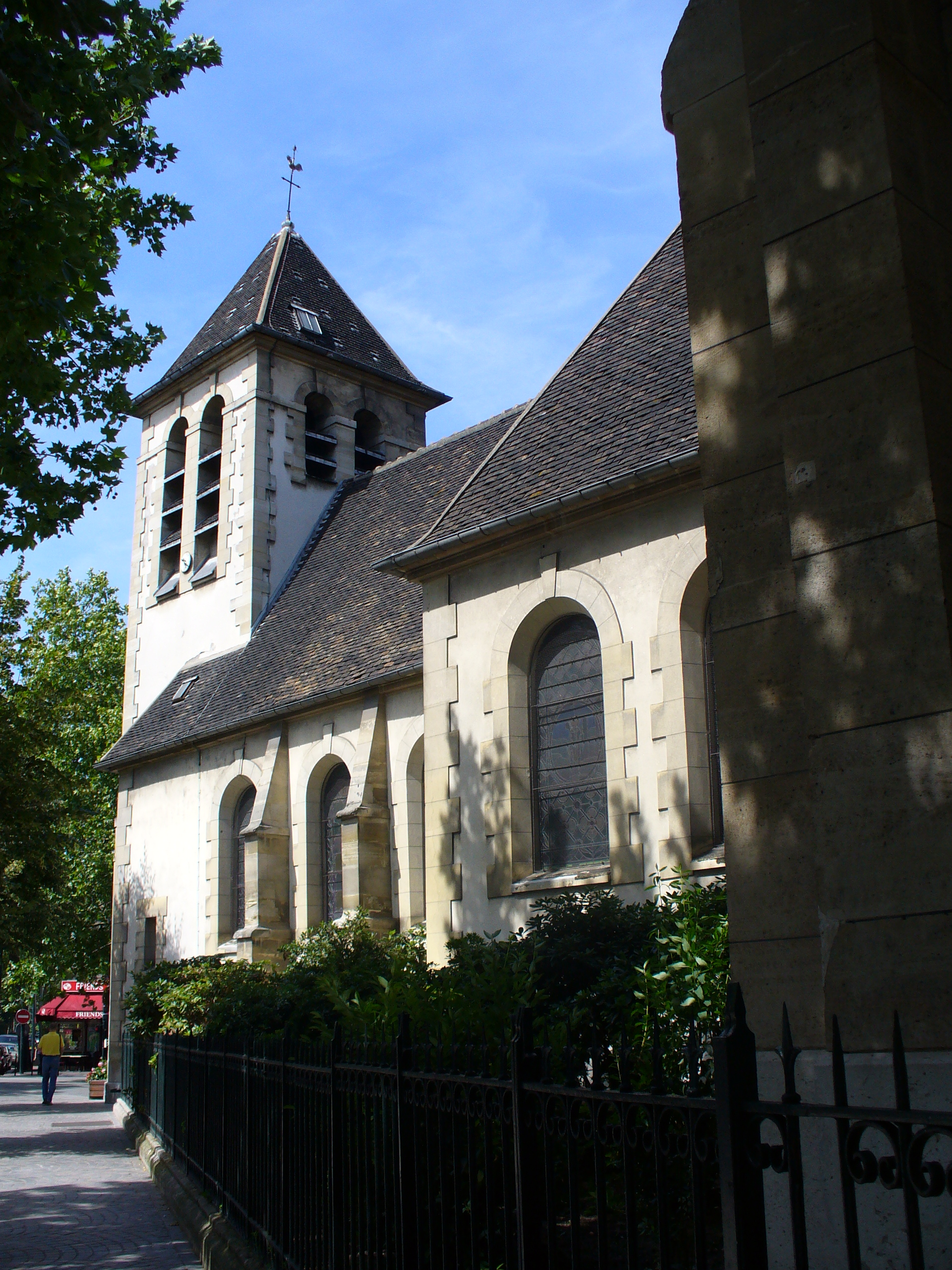
La Chiesa di Saint-Vincent-de-Paul a Clichy.

Nasce da un'umile famiglia contadina a Pouy, un borgo contadino presso Dax. Suo padre Jean de Paul è un piccolo agricoltore, sua madre Bertrande de Moras, invece, appartiene a una famiglia di piccola nobiltà locale.
Vincenzo è indotto molto presto a fornire assistenza ai genitori che faticano a mantenere la famiglia numerosa e trascorre i primi anni come pastore sorvegliando pecore, mucche e maiali. Tuttavia, deve lasciare la sua casa per Dax, dove suo padre lo iscrive all'Ecole des Cordeliers, un collegio gestito dai francescani. Il padre spera di prepararlo a ottenere dei "buoni profitti" che avrebbero potuto integrare il reddito familiare.
Vincenzo vi rimane tre anni frequentando con successo i corsi di grammatica e latino. È per i suoi compagni un esempio di abnegazione, tanto che dopo un breve periodo di tempo il signor Comet, un amico di famiglia, gli chiede di diventare tutore dei figli. Da lì a poco, manifesta la vocazione apostolica e il desiderio di diventare sacerdote.
A 16 anni riceve la tonsura, il che significava entrare nel clero e indossare la tonaca. Grazie a un ricco avvocato della zona riesce a studiare teologia a Tolosa e viene ordinato sacerdote il 23 settembre 1600, dapprima come secolare, poi nella Compagnia del Santissimo Sacramento.
Nel 1605, mentre viaggia su una nave da Marsiglia a Narbona, è catturato dai pirati turchi e venduto come schiavo a Tunisi: viene liberato due anni dopo dal padrone che, nel frattempo, si era convertito al Cristianesimo. La veridicità di questa vicenda è stata peraltro messa in dubbio da qualche studioso.
Entra poi nella corte francese come cappellano ed elemosiniere di Margherita di Valois; fu successivamente curato a Clichy, dove mise da parte le preoccupazioni materiali e di carriera e si dedicò intensamente all'insegnamento del catechismo e soprattutto all'aiuto degli infermi e dei poveri; fondamentale per la sua maturazione spirituale fu l'incontro con il grande Francesco di Sales.
Officia diversi mesi nella parrocchia di Châtillon-sur-Chalaronne in Dombes a Ars-sur-Formans, dove sarà presente due secoli dopo, Giovanni Maria Vianney, il “Curato d'Ars”. Diventa quindi il sacerdote di Saint-Sauveur Saint-Médard, dove ha ricostruito la chiesa della comunità dal 1622 al 1630. Nel 1623 ha fondato la Compagnia delle Dame della carità, che hanno poi preso il nome di "Figlie della carità di San Vincenzo de 'Paoli." Questo ordine ha avuto sede a Clichy fino al 1970.
Nel 1613 fu assunto come precettore al servizio dei marchesi di Gondi; il marchese era governatore generale delle galere. Grazie al sostegno economico dei suoi mecenati, Vincenzo de' Paoli riuscì a moltiplicare le iniziative caritatevoli a favore dei diseredati e dei bambini abbandonati. Su richiesta della marchesa, che intendeva migliorare le condizioni spirituali dei contadini dei suoi possedimenti, nel 1625 formò un gruppo di chierici specializzati nell'apostolato rurale: il primo nucleo della Congregazione della Missione, i quali membri vennero poi detti lazzaristi. Qui, dove si ordinarono molti membri, crea un seminario della Missione. Il primo lazzarista sarà inviato nel Madagascar a partire dal 1648.
Il 29 novembre 1633, ha fondato la Città dei Poveri, dove ha avuto origine la congregazione delle Figlie della carità sotto la responsabilità di Luisa di Marillac insieme a Marguerite Naseau. Le Figlie, note anche come "Suore di San Vincenzo de 'Paoli," si dedicarono al servizio dei malati e al servizio materiale e spirituale dei poveri. Questa istituzione è responsabile per l'Ospedale degli Innocenti in Parigi.
Le sue opere di carità e assistenza divennero tanto celebri che Luigi XIII di Francia lo scelse come suo consigliere: si allontanò dalla corte per divergenze con il cardinale Mazzarino e continuò a dedicarsi all'assistenza ai poveri anche durante la lotta della Fronda.
Vincenzo detiene anche il primato a Parigi per assistenza alle vittime delle guerre di religione. Anche come membro della Compagnia del Santissimo Sacramento, invitò alla moderazione contro il movimento protestante ma si oppose al giansenismo.

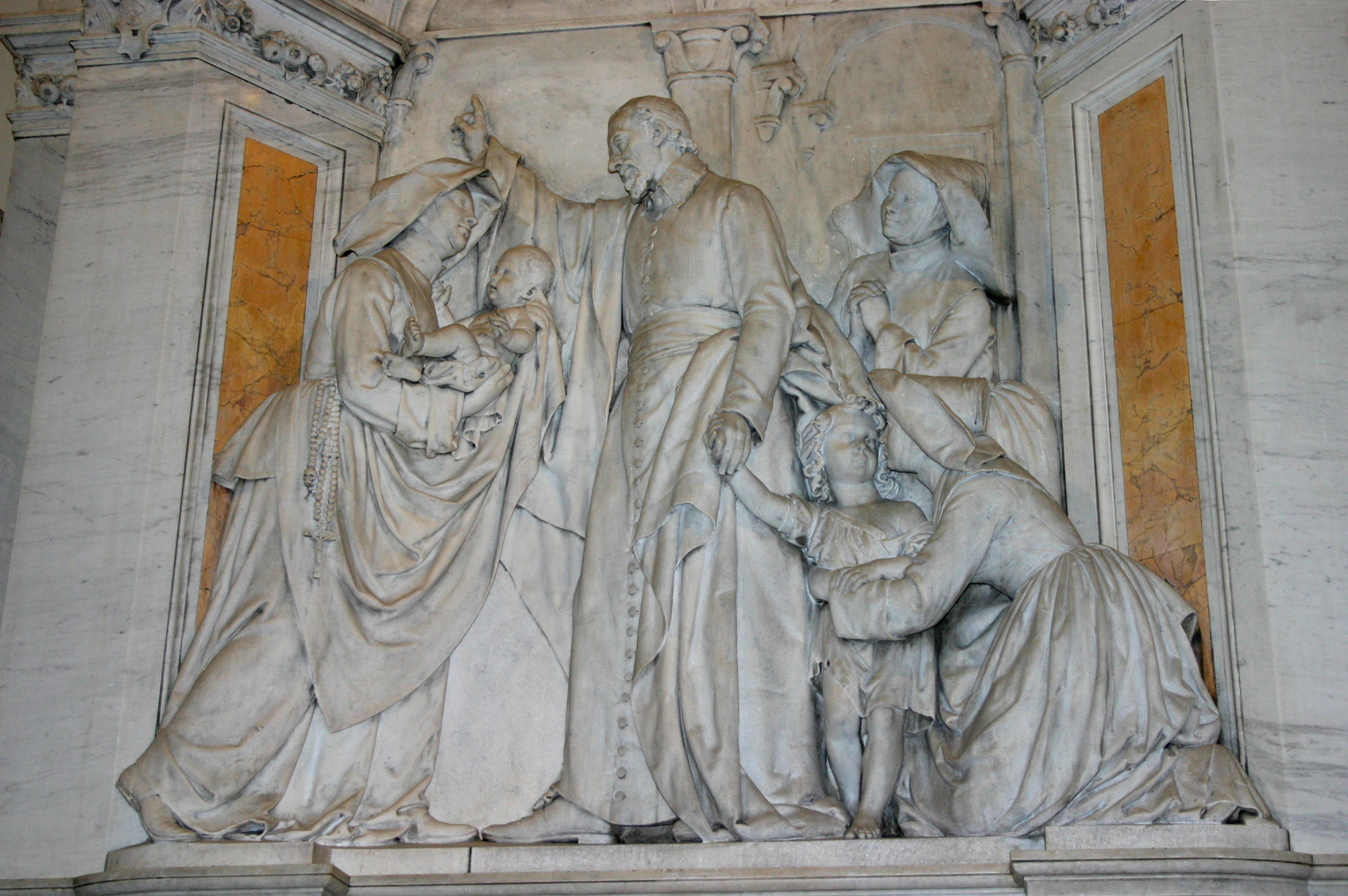
Vincenzo de' Paoli presenta Luisa di Marillac e le prime Figlie della carità alla regina Anna d'Austria.

Nel 1635, fornì sostegno alle persone del Ducato di Lorena e Ducato di Bar, nonostante le devastazioni degli eserciti nemici.
Luigi XIII volle essere assistito da lui nei suoi ultimi momenti di vita fino al 14 maggio 1643.
È stato nominato per il "Consiglio di Coscienza" (Consiglio per gli Affari Ecclesiastici) da parte della reggente Anna d'Austria, per la quale era anche il confessore.
Fondò anche un ospizio per gli anziani, che divenne il Salpêtrière nel 1657.
Morto il 27 settembre 1660, fu sepolto nella chiesa di San Lazzaro, che faceva parte della Casa di San Lazzaro poi di Saint-Denis, il 28 settembre 1660, in una cripta scavata nel bel mezzo del coro della cappella; è sepolto nella Cappella di Saint-Vincent-de-Paul, sempre a Parigi.
La sua opera ispirò Giuseppe Benedetto Cottolengo, fondatore della Piccola casa della Divina Provvidenza.

## Il culto

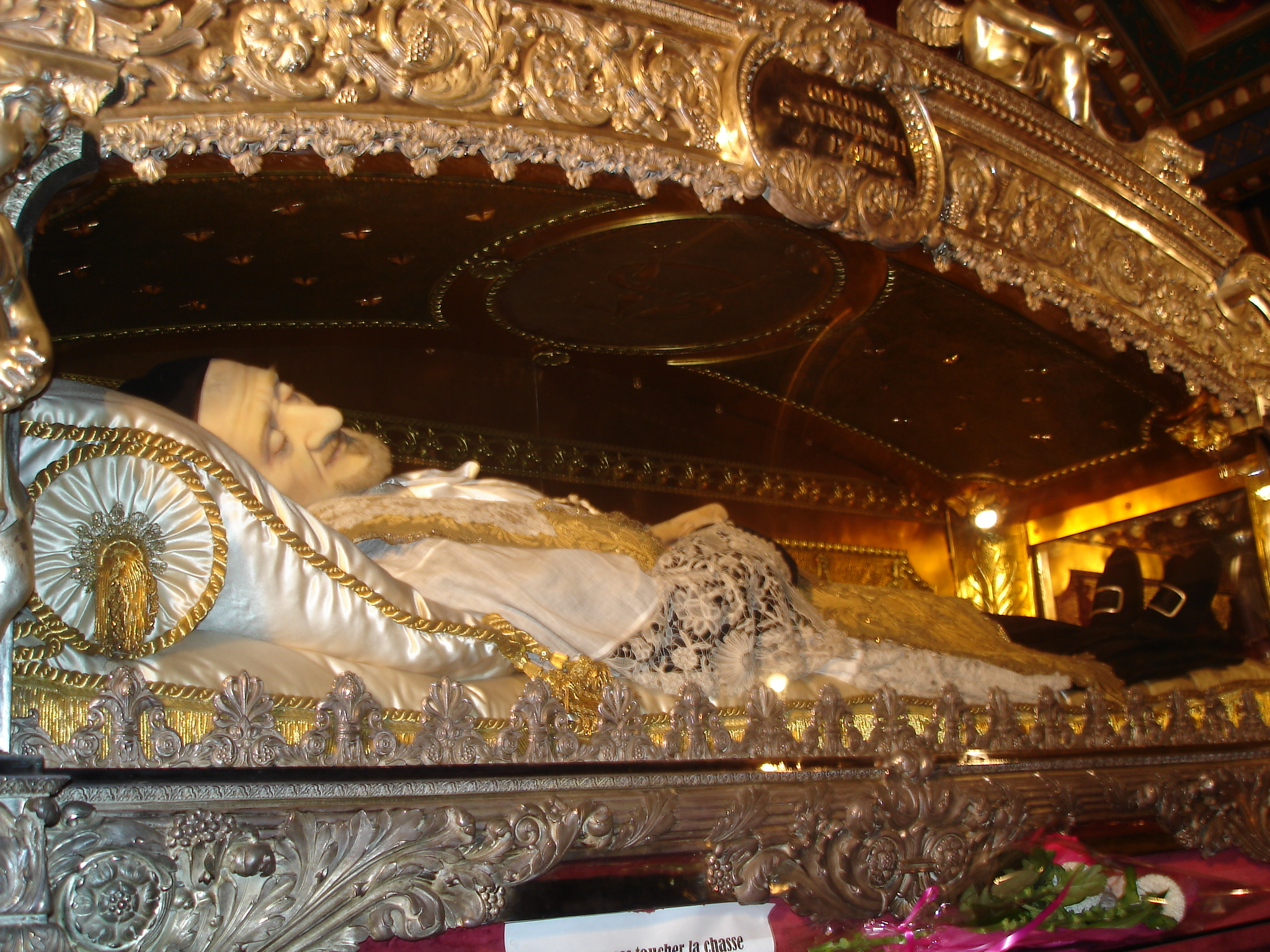
Il corpo di san Vincenzo nella Cappella di San Vincenzo a Parigi.

Papa Benedetto XIII lo ha proclamato beato il 13 agosto 1729; fu poi canonizzato da Clemente XII il 16 giugno 1737. Attualmente il suo corpo è esposto nella Cappella dei lazzaristi, 95, rue de Sèvres a Parigi.
La memoria liturgica di san Vincenzo de' Paoli è celebrata il 19 luglio nella messa tridentina; nel calendario romano generale il 27 settembre.

## Iconografia
Non vi sono molti ritratti di san Vincenzo. Uno dei più famosi, che si trova nella Casa Provinciale dei Padri della Missione a Torino, riporta una scritta sul retro: 
 Il ritratto riflette la mansuetudine, l'abnegazione riflessa nelle rughe del volto, la veracità dello sguardo, l'ottimismo prudente nel sorriso appena accennato. In altri casi è raffigurato con un bambino in braccio o nell'atto di pregare. «Non è difficile pensare che si sia voluto trasmettere un'immagine capace di veicolare un messaggio.
Sempre a Torino, nel coro della Chiesa di Santa Pelagia, si trova un dipinto di Vittorio Amedeo Rapous intitolato Il Beato Amedeo di Savoia tra i mendicanti che intercede presso la Vergine con S. Filippo Neri e S. Vincenzo de' Paoli. Esso fu donato nel 1780 da Vittorio Amedeo III.

## Innovazioni apportate

### Umanesimo Cristocentrico
San Vincenzo fu discepolo di Pierre de Bérulle e fu latore di quel ramo della religiosità francese, cd. “Scuola francese”, che proponeva una riforma ecclesiastica senza rinunciare al primato di Pietro. La chiave interpretativa del pensiero vincenziano risiede nell'Umanesimo Cristocentrico che consiste nel «riprodurre per quanto più possibile, in sé e negli altri, l'umanità di Gesù Cristo quale principio dinamico dell'azione missionaria». Il richiamo alla personificazione con Cristo non deve trarre in inganno, cioè non deve essere interpretato come un tentativo ascetico, quanto piuttosto al desiderio di ripercorrere le sue parole e le sue intenzioni (Filippesi 2, 5-11).

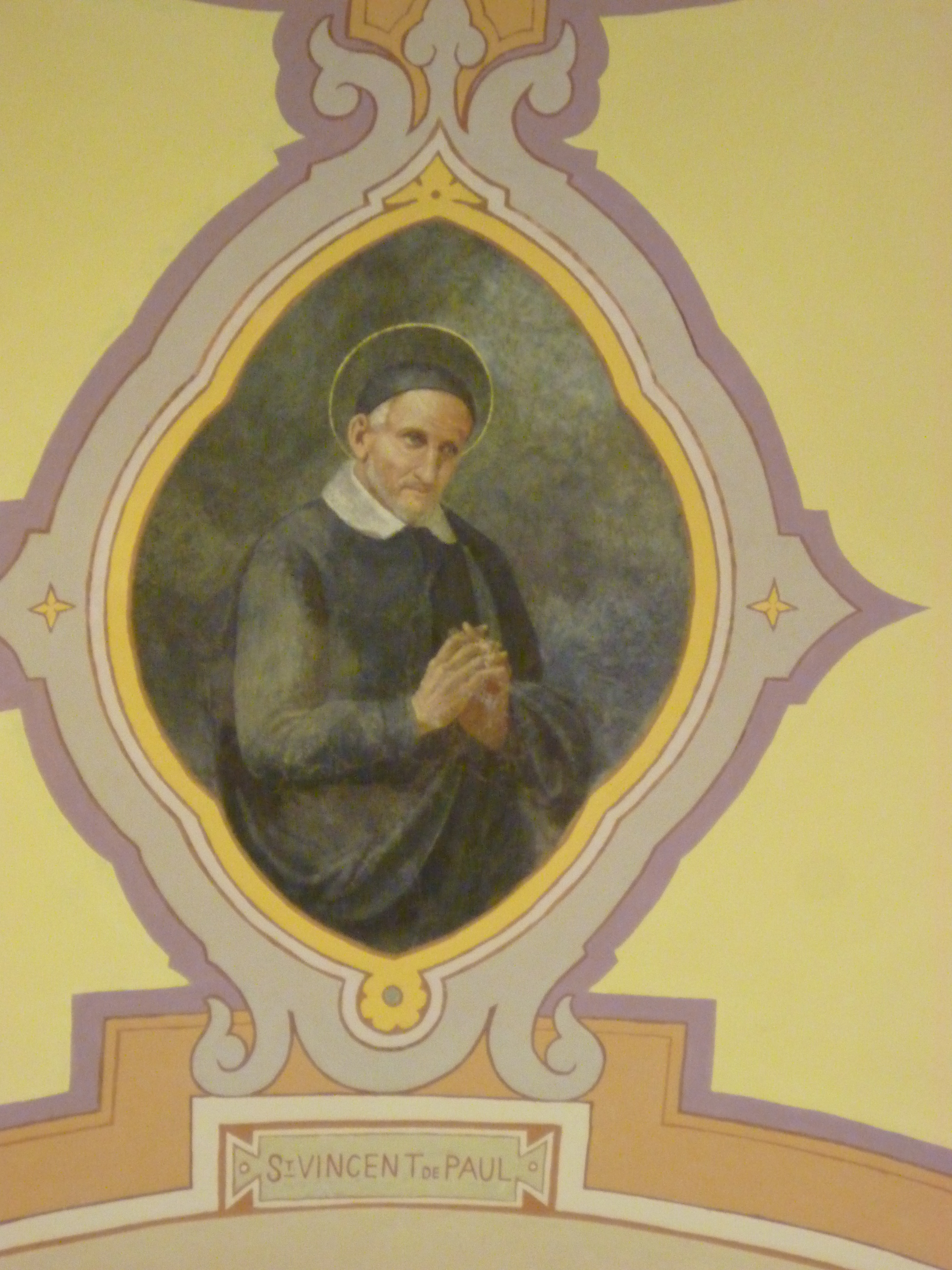
Affresco di san Vincenzo nella sala conferenze della Biblioteca regionale di Aosta.

### La petite méthode
Il metodo che Vincenzo de' Paoli chiamava "petite méthode", "il piccolo metodo”, consiste nel suddividere l'esposizione orale in tre fasi, in maniera chiara e adatta a qualsiasi uditorio. Trattando il soggetto, in primis, si espone il “movimento” di una certa virtù e della sua natura escatologica oppure si espongono i rischi derivanti da qualche vizio. Si passa, poi, a illustrare i “motivi” che precedono quell'acquisto virtuoso o quell'allontanamento vizioso ed, infine, si suggeriscono i “mezzi” per riuscirvi. Come spesso ripeteva san Vincenzo, questo era il metodo usato da Gesù Cristo stesso.

### Assistenza sociale vincenziana
La missione apostolica, secondo san Vincenzo, non era un semplice corso di prediche, ma un'azione pastorale destinata a risolvere i problemi spirituali e materiali delle popolazioni depresse.
La metodologia procedeva secondo le seguenti fasi: un missionario interveniva in un villaggio povero, dove era istituita, “in loco”, un'équipe chiamata la “Carità”, formata perlopiù da madri di famiglia o vedove, in seguito erano “ordinati” dei sacerdoti affinché nascesse una nuova parrocchia. Ogni missione si caratterizzava per flessibilità e mobilità. Flessibilità nel senso di adattare le proprie capacità di soccorso ai bisogni nuovi con personale permanente, ad esempio, nel fornire medicinali in famiglia o nel garantire un'istruzione ai figli; mobilità nel senso di non rimanere legati al proprio territorio, ma conoscere e scoprire sacche di povertà altrove. In questo senso la missione procedeva attraverso un ciclo dinamico.
La distribuzione delle provvidenze era resa più abbondante mediante la pubblicazione e la diffusione ovunque di un bollettino mensile, le Relations, che descriveva i bisogni degli assistiti e forniva una relazione particolareggiata di quanto svolto. Le Figlie della carità di San Vincenzo de' Paoli rappresentano la più originale e caratteristica innovazione di San Vincenzo, che aprì una nuova strada alle donne consacrate. Non più chiuse in un convento, ma sparse nelle vie del mondo a servizio dei bisognosi dovunque si trovassero: case private, ospedali, ospizi, carceri, asili, scuole. Attualmente vi sono nel mondo circa 37.000 in 3.600 case. In Italia sono circa 5.000.
Oltre ai tradizionali voti di povertà, castità e obbedienza introdusse il voto di stabilità ovvero la perseveranza nel servizio ai poveri. San Vincenzo, in tal senso, era preoccupato che i missionari si adagiassero a rimanere in un posto anziché partire per una nuova missione. Tale precarietà residenziale era, comunque, fonte di diversi disagi e un profondo senso di stress per i membri della compagnia. A volte li supplicava di restare o di tornare: «Quando passiamo per un altro paese, vediamo soltanto quello che ha di piacevole; ma quando ci viviamo, sperimentiamo ciò che ha di penoso e di contrario alla natura».
Secondo Bruno Bortoli, sociologo e assistente sociale, Vincenzo ebbe un fondamentale ruolo nell'introdurre nuovi metodi di assistenza, primo fra tutti la visita domiciliare:
«Il principio assistenziale di San Vincenzo si reggeva sulla divisione dei poveri in tre categorie:
1. i fanciulli, i vecchi, gli storpi e gli infermi;
2. coloro che col lavoro si guadagnavano solo la metà del necessario;
3. coloro che potevano guadagnare solo il quarto del necessario.

Le sue umili origini sociali influenzavano le sue proposte per trovare i mezzi proporzionati all'entità della povertà da sovvenire, mentre faceva in modo che l'assistenza non limitasse il dovere di lavorare che spettava a chiunque secondo le sue possibilità. Fu così il primo a sostituire al tradizionale sistema dell'elemosina indiscriminata, saltuaria e spesso socialmente dannosa, quella del “soccorso ordinato”, selezionato e rispondente alla natura e all'entità del bisogno. Inoltre, anziché un funzionario ligio al regolamento ma indifferente alle condizioni di indigenza, era una persona sensibilizzata ai bisogni del singolo individuo».
Un'ulteriore iniziativa da lui intrapresa fu tesa a migliorare le condizioni di vita dei condannati alle galere e, grazie alla sua posizione, riuscì effettivamente a ottenere un notevole miglioramento dei detenuti, soprattutto per gli inabili al lavoro. Per tali motivi san Vincenzo è considerato da tutti il santo patrono delle carceri e un grande riformatore del servizio penitenziario.

## La questione dei natali
Vi sono due teorie sui luoghi di origine del santo: la teoria di Pouy che riconosce le origini francesi, e quella di Tamarite che ipotizza le origini ispaniche.
Secondo la teoria di Pouy, Vincenzo de' Paoli è nato in una piccola casa alla periferia del villaggio di Pouy (divenuto nel XIX secolo Saint-Vincent-de-Paul in suo onore), che si trova a circa cinque chilometri dalla città di Dax nel dipartimento di Landes, nel sud-ovest della Francia. Non vi è alcuna traccia della sua nascita, poiché i registri battesimali esistono solo dal 1648.
Nella sua biografia, Padre José Maria Romano è convinto dell'origine francese di San Vincenzo de' Paoli Il santo stesso ha accennato alle sue origini di guascone. Un altro padre vincenziano Bernard Koch, secondo una ricerca in diversi archivi francesi, si è reso conto che il nome di Paolo o Depaul era comune in tutta la Francia meridionale, nelle terre occitane.
I biografi vari (Abelly, Collet, Menard, ecc.) scrivono di un parente di Vincenzo, di Poymartet non lontano da Notre Dame de Buglose (Santuario della Madonna di St. Vincent). Secondo un documento del 1577 Etienne Depaul era in possesso di un convento sulla strada per Saint-Jacques, in pessime condizioni a causa delle guerre di religione.
Per quanto riguarda il villaggio di Pouy (Comune di San Vincenzo de 'Paoli), non lontano dal cimitero della chiesa e la canonica vecchia, c'era una casa di campagna che apparteneva al nonno materno di san Vincenzo. Questa casa è chiamata in paese come la contrada antica di Moras. Poi ci sono tutti i documenti relativi alla beatificazione e canonizzazione che sono andati in fumo.
Secondo la teoria Tamarite, Vincenzo de' Paoli sarebbe nato il 24 aprile 1581 a Tamarite Litera (Aragona). Abelly ha stabilito come data di nascita il 1576, ma la biografia accetta la data corrente del 1581, che è stato proposto da Pierre Coste nel 1920-1925 a Parigi- Pouy e Moras sono comuni in Aragona, e i signori d'Aragona usano il "de" nei loro nomi. Non vi è alcuna traccia della sua nascita, perché tutti i documenti sono stati bruciati nel 1936 durante la guerra civile spagnola. Il biografo ufficiale Louis Abelly è andato a Pouy quattro anni dopo la morte di san Vincenzo e non ha potuto trovare alcuna informazione sui nonni o addirittura i loro nomi di battesimo, suggerendo che non fossero originari della zona, né residenti a Pouy ma avevano deciso di tacere sulla sua origine aragonese, per la gloria di aver dato i natali del personaggio. Le prime tracce della presenza dei genitori risalgono a Pouy nel 1581, cinque anni dopo la sua nascita nel 1576; secondo Abelly il luogo giusto è Tamarite Litera. A Tamarite c'è una via intitolata a suo nome.

## Opere
- Instruction sur les trois vertus des Filles de la Charitè (1718)
- Les Constitutions et Statuts de la CM (1983)
- Les Regles Communes de la CM (1658)
- Les Regles Communes et particulieres des Filles de Charitè (1701)
- Le Regles du Seminaire Interne (1652)
- Opere di Vincenzo de Paoli: epistolario (2001-2008) Roma, Centro Liturgico Vincenziano, 9 voll., ISBN 88-86655-90-8.
- Opere di Vincenzo de Paoli: conferenze (2008) Roma, Centro Liturgico Vincenziano, ISBN 978-88-7367-080-3.
- Oraisons funebre de Mr Vincent De Paul (1660)
- Regles Communes et des Offices (1655)
- Statuts des Filles de la Charitè (1718)

## Le chiese dedicate a San Vincenzo de' Paoli

### In Italia
- Chiesa di San Vincenzo de' Paoli a Sassari e cappella di Ossi.
- Chiesa della Missione a Cagliari
- Chiesa di San Vincenzo de Paoli all'Aventino a Roma
- Chiesa di San Vincenzo de' Paoli a Napoli
- Chiesa di San Vincenzo de' Paoli a Settimo Torinese
- Chiesa di San Vincenzo de' Paoli a Bologna
- Chiesa San Vincenzo de' Paoli a Casagiove (Caserta)
- Chiesa di San Vincenzo de' Paoli a Villa Castelli (Brindisi)
- Chiesa di San Vincenzo de' Paoli a Trieste
- Chiesa di San Vincenzo de' Paoli a Milano
- Chiesa di San Vincenzo de' Paoli a Torino
- Parrocchia di San Vincenzo de Paoli a Palermo
- Parrocchia di San Vincenzo de' Paoli a Borgo La Martella (Matera) del famoso architetto Ludovico Quaroni

### In Francia
- La Chiesa di San Severo[17], 1, rue Saint-Priest-Severin, arr. - M° St Michel
nel territorio di questa parrocchia e che Vincenzo e Luisa di Marillac incominciano la loro missione. San Vincenzo fece battezzare il primo bambino abbandonato a rue de la Huchette. Vedi le vetrate che evocano "Bambini abbandonati" all'ingresso della chiesa[18].
- La Cappella di San Vincenzo de' Paoli e la casa del lazzarista[17], 95, rue de Sèvres, arr. - M° Vaneau
Fondata da San Vincenzo de' Paoli nel 1625, la congregazione dei vincenziani si trasferì a Rue de Sèvres nel 1817. Il corpo di San Vincenzo de 'Paoli si trasferisce a questo luogo nel 1830. Al fondo della cappella è un altare dedicato al Beato John Gabriel, lazzarista martirizzato in Cina nel 1840. Il reliquario presso la cappella, contiene molti ricordi di San Vincenzo de' Paoli, Luisa e dei martiri della Congregazione Vincenziana.
- La Chiesa di San Luigi che aveva un ufficio della Carità nei pressi del Castello di Tournelle che ha ospitato i condannati alla galera prima dell'esecuzione.
- 107, rue du Faubourg Saint Denis[17], arr. - M° Gare de l'Est
dove si trovava la casa di San Lazzaro, dove San Vincenzo de 'Paoli fu portato dai Padri della Missione nel 1632. Diventò un luogo di detenzione o correzione durante il Terrore, scomparve nel 1935.
- L'angolo della rue des Ecoles e Rue du Cardinal Lemoine[17] Lemoine arr. - M° Cardinal Lemoine
Collège des Bons-Enfants come Vescovo Gondi, arcivescovo di Parigi, ha dato a san Vincenzo de' Paoli, per la fondazione della Congregazione della Missione (1625). Il collegio sarà poi abbandonato per il priorato di Saint-Lazare.
2 settembre 1792, questa casa, chiamata anche Saint-Firmin, che era stato trasformata in una prigione, è stato luogo di massacri (vedi Massacro di settembre).
- Chiesa di San Lorenzo[17], 119, rue du Faubourg Saint-Martin, arr. - M° Gare de l'Est
parrocchiale quando il signor Vincenzo abita nella stessa casa di Saint-Lazare.
- La Chiesa di San Nicola è il luogo di preghiera della Confraternita della Carità fondata da Luisa che ha vissuto nel quartiere con suo figlio, dopo la morte del marito.
- Nostra signora della medaglia miracolosa[17], 140, rue du Bac, arr. - M° Sèvres-Babylone
La cappella conserva il cuore di san Vincenzo e il santuario che custodisce il corpo di Santa Luisa de Marillac.
- Chiesa di San Vincenzo de 'Paoli[17], Place Franz Liszt, arr. - M° Gare du Nord
Si trova vicino al quartiere parigino a quel tempo chiamato "Ferme Saint-Lazare", il centro di attività di Vincenzo. Ha vissuto dal 1632 fino alla sua morte nel 1660.
- Vi sono cappelle dedicate a San Vincenzo alla Cattedrale di Notre-Dame, alla Chiesa di Saint-Sulpice dove ha predicato, alla Chiesa di Santa Maria di Batignolles, il cui territorio dipendeva da Clichy, alla Chiesa di Saint-Laurent, che era la sua parrocchia, e in più di venti chiese a Parigi[17].

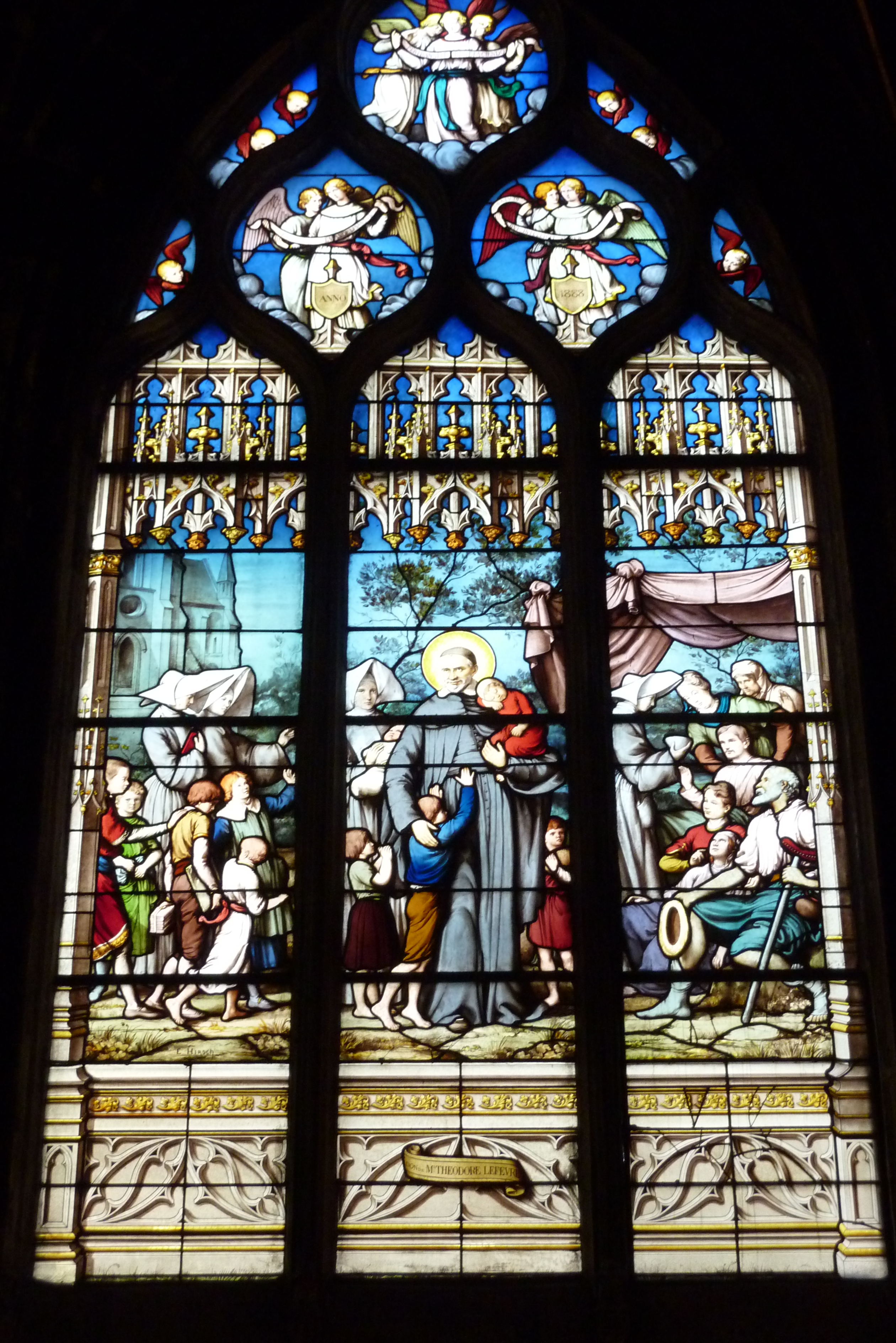
Parigi, Chiesa di San Severo, San Vincenzo gioca coi bambini
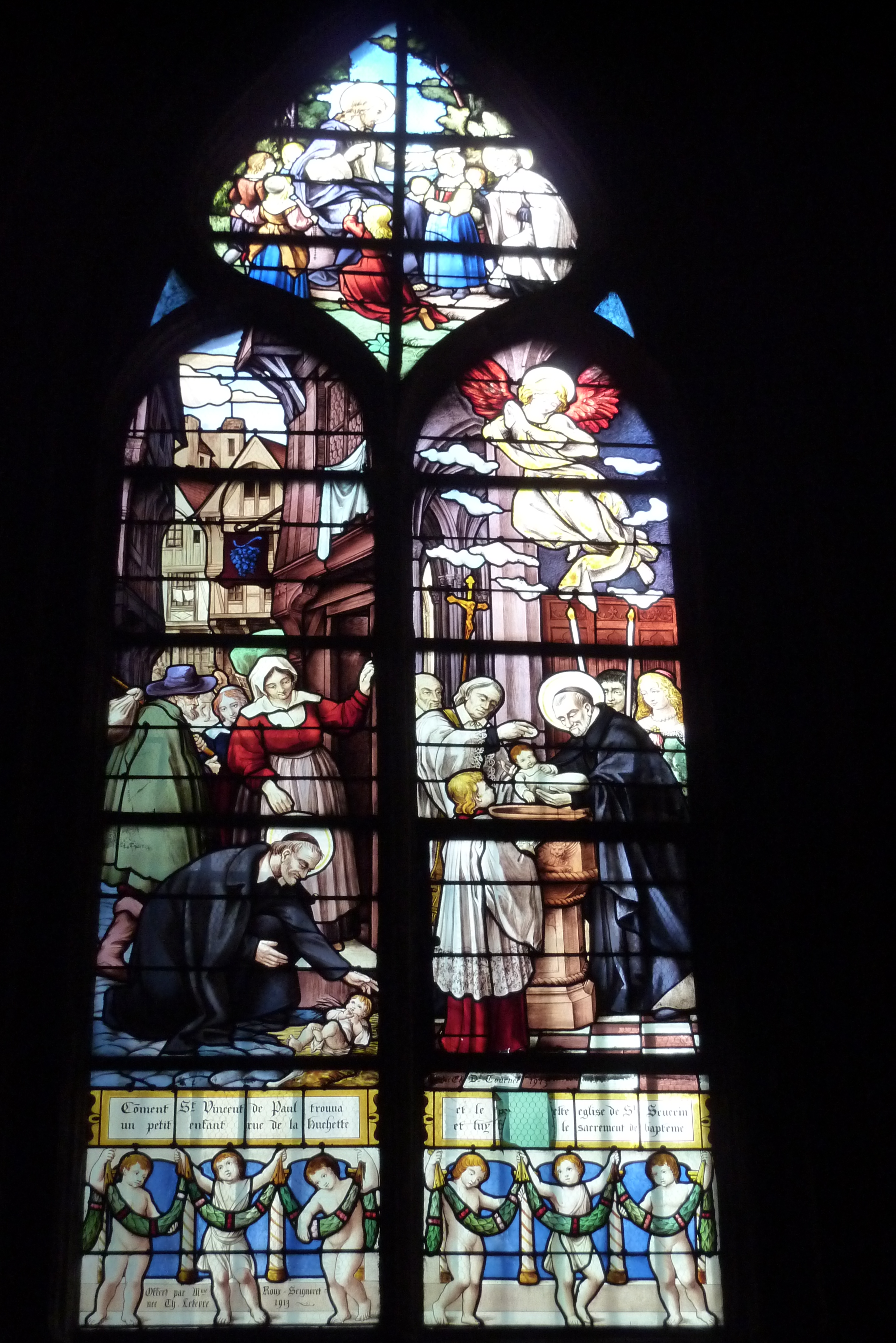
Parigi, Chiesa di San Severo, San Vincenzo assiste i primi bambini abbandonati
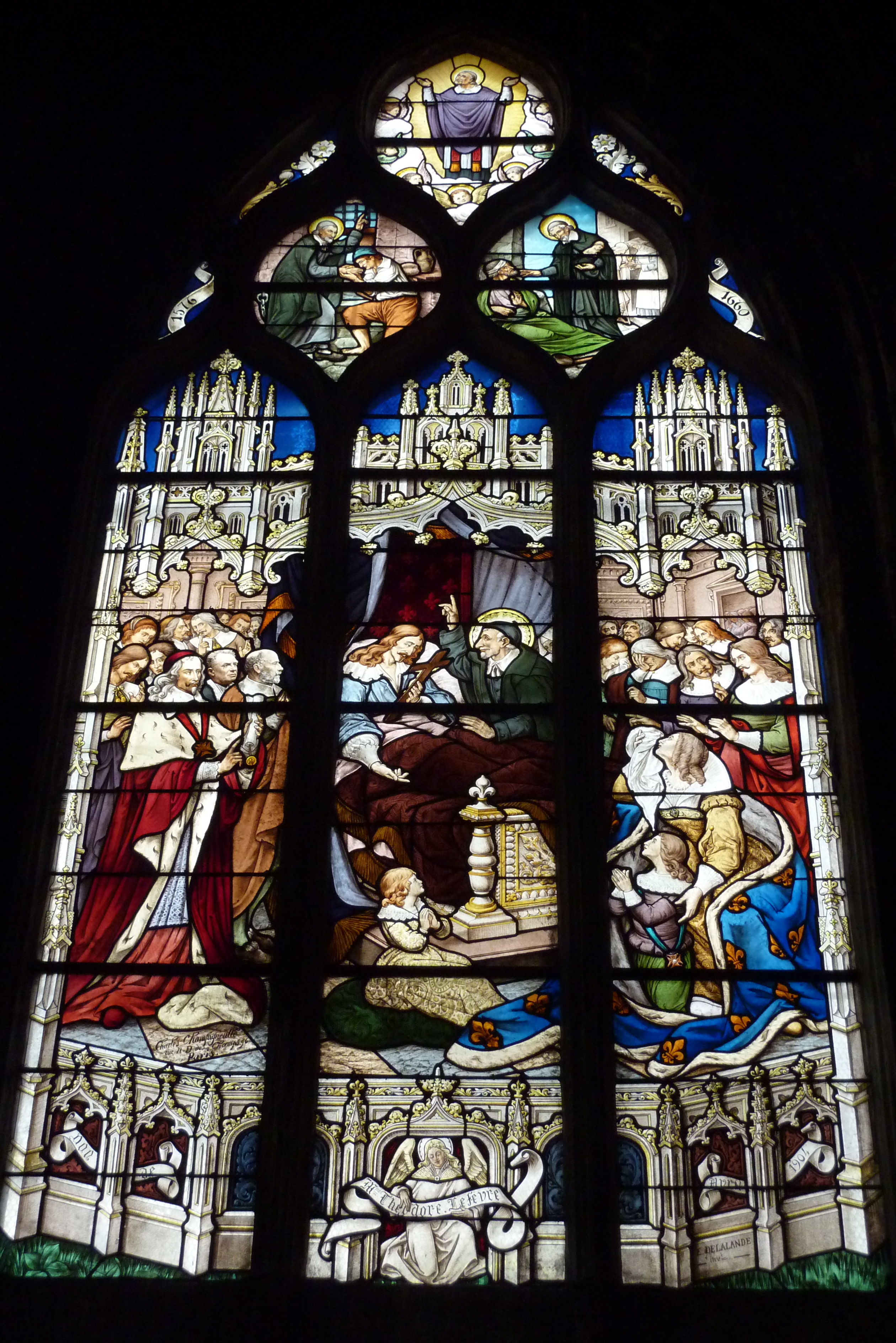
Parigi, Chiesa di San Severo, San Vincenzo alla corte del re agonizzante

## Monumenti dedicati a san Vincenzo de' Paoli

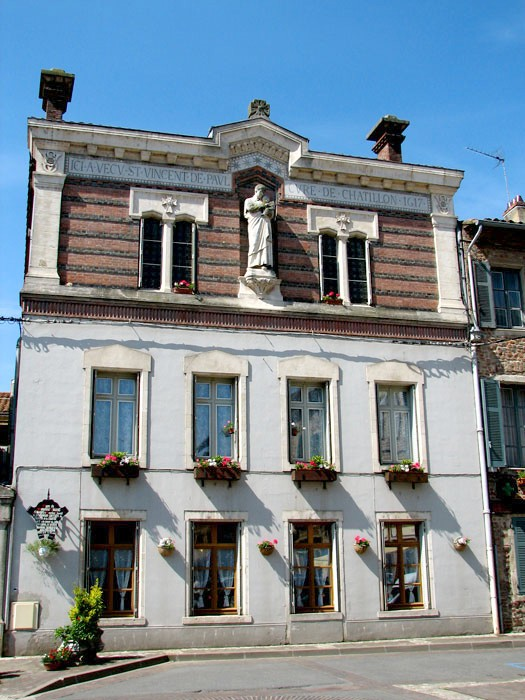
Monumento a Châtillon-sur-Chalaronne

### In Francia
- a Parigi
  - Cappella a Parigi
  - Chiesa di Parigi
  - Ospedale di Saint-Vincent-de-Paul
  - École St-Vincent-de-Paul à Paris 10
  - Église Saint Vincent de Paul à Clichy
- a Nîmes
  - Lycée privé St-Vincent-de-Paul
  - a Strasbourg Meinau

Eglise St-Vincent-de-Paul
- a Arles :
  - École Primaire St Vincent de Paul
- presso Isère:
  - Clinica di Saint-Vincent-de-Paul
  - Chiesa di St. Vincent de Villepreux
  - Collège lycée Saint Vincent de Paul
- a Rennes
  - Lycée Privé Saint Vincent de Paul au Le Havre
- a Châtillon-sur-Chalaronne
  - statua di Saint Vincent de Paul (presso l'antico ospedale)

### Negli Stati Uniti
- DePaul University a Chicago
- Mount Saint Vincent College a New York
- Chiesa di Saint-Vincent-de-Paul a New York.

### In Tunisia
- Cattedrale di San Vincenzo de' Paoli a Tunisi

### In Brasile
- a Rio de Janeiro
  - Colégio São Vicente de Paulo
  - Hospital São Vicente de Paulo

## Film
Nel 1947 Maurice Cloche ha girato un film sulla figura di questo apostolo della Carità: Monsieur Vincent. Il film ha vinto il Academy Award per il Miglior Film Straniero nel 1948, e l'Oscar l'anno successivo. Il ruolo principale è interpretato da Pierre Fresnay, che ha vinto il premio come miglior attore al Festival di Venezia quell'anno stesso. I dialoghi sono Jean Anouilh. Si rileva inoltre una delle prime apparizioni del giovane Jean Carmet e la prima apparizione nel film di Michel Bouquet.